# 水原駅 (京畿道)
水原駅（スウォンえき）は、大韓民国京畿道水原市八達区梅山路1街にある、韓国鉄道公社（KORAIL）の駅。

## 乗り入れ路線
線路名称上は京釜線、盆唐線、水仁線の3路線が乗り入れており、京釜線にはKTX（京釜高速鉄道）・ITX-セマウル・セマウル号・ムグンファ号・ヌリロ・中部内陸循環列車（O-train）が乗り入れる。このうち、KTXは在来線水原経由のみが発着しており、本数が少ない。その他に京釜線は1号線（京釜電鉄線）といった運行系統が走行する。盆唐線と水仁線は当駅を境に直通運転を行なっており、一体化して水仁・盆唐線と呼ばれている。
首都圏電鉄には駅番号が導入されており、1号線はP155、水仁・盆唐線はK245の駅番号が付与されている。
かつては水驪線も乗り入れていたが、1972年3月31日に廃止になった。

## 歴史
- 1905年1月1日 - 開業。
- 1930年12月1日 - 水驪線開業。
- 1937年8月6日 - 水仁線開業。
- 1972年3月31日 -  水驪線廃止。
- 1974年8月15日 - 京釜電鉄線が当駅まで開業。
- 1996年1月1日 - 水仁線運行休止。
- 2003年
  - 2月 - 民資駅舎竣工。
  - 4月30日 - 京釜電鉄線が餅店駅まで延伸開業。
- 2010年
  - 9月 - 京釜電鉄線ホームにホームドア設置。
  - 11月1日 - 当駅経由のKTXが運行開始。[1]
- 2013年
  - 5月15日 - 中部内陸循環列車（O-train）運行開始。
  - 11月30日 - 盆唐線が網浦から延伸され接続駅となる。
- 2017年5月1日 - ITX-青春の運行を開始。
- 2018年3月23日 - ITX-青春の運行を廃止。
- 2020年9月12日 - 水仁線と盆唐線が直通運転を開始。水仁・盆唐線と案内されるようになる。

## 駅構造
当駅の駅舎は民間事業者が運営する民資駅舎で、AKプラザ（愛敬プラザ）水原店、GSスーパーマーケット、CGV水原店、リブロ水原店が併設している。
地上の京釜線・京釜電鉄線のホームは島式4面8線を有しており、外側の2つのホームを京釜電鉄線が、内側の2つのホームを京釜線がそれぞれ使用している。地下の盆唐線のホームは相対式2面2線を有しており、盆唐線ののりば番号は、地上ホーム番線からの通し番号（8・9番線）ではなく、1番線から振り直している。京釜電鉄線ホームと盆唐線ホームにはフルスクリーンタイプのホームドアが設置されている。
駅の近くにはコンクリート製の大型給水塔と煉瓦で作られた小型の給水塔が残っている。

### のりば
| ホーム            | 路線                           | 列車                                    | 行先                                           | 備考              |
| 地下ホーム（B4F） | 地下ホーム（B4F）              | 地下ホーム（B4F）                       | 地下ホーム（B4F）                              | 地下ホーム（B4F） |
| ----------------- | ------------------------------ | --------------------------------------- | ---------------------------------------------- | ----------------- |
| 1                 | 水仁・盆唐線                   | 急行・緩行                              | 古索・烏耳島・仁川                             |                   |
| 2                 | 水仁・盆唐線                   | 急行・緩行                              | 梅橋・宣陵・往十里方面                         |                   |
| 地上ホーム（1F）  |                                |                                         |                                                |                   |
| 2・3              | 京釜電鉄線                     | 緩行                                    | 西東灘・烏山・天安・新昌方面                   |                   |
| 2・3              | 京釜電鉄線                     | 急行                                    | 餅店・烏山・平沢・天安方面                     |                   |
| 3                 | 京釜線・湖南線・全羅線・長項線 | セマウル号・ムグンファ号                | 未使用                                         |                   |
| 4・5              | 京釜線・湖南線・全羅線・長項線 | KTX・セマウル号・ヌリロ号・ムグンファ号 | 釜山・光州・木浦・麗水エキスポ・新昌・益山方面 |                   |
| 6・7              | 京釜線・湖南線・全羅線・長項線 | KTX・セマウル号・ヌリロ号・ムグンファ号 | 安養・永登浦・龍山・ソウル方面                 |                   |
| 8・9              | 京釜電鉄線                     | 緩行                                    | 九老・地下ソウル駅・清凉里・光云大方面         |                   |
| 8・9              | 京釜電鉄線                     | 急行                                    | 安養・九老・永登浦・龍山方面                   |                   |

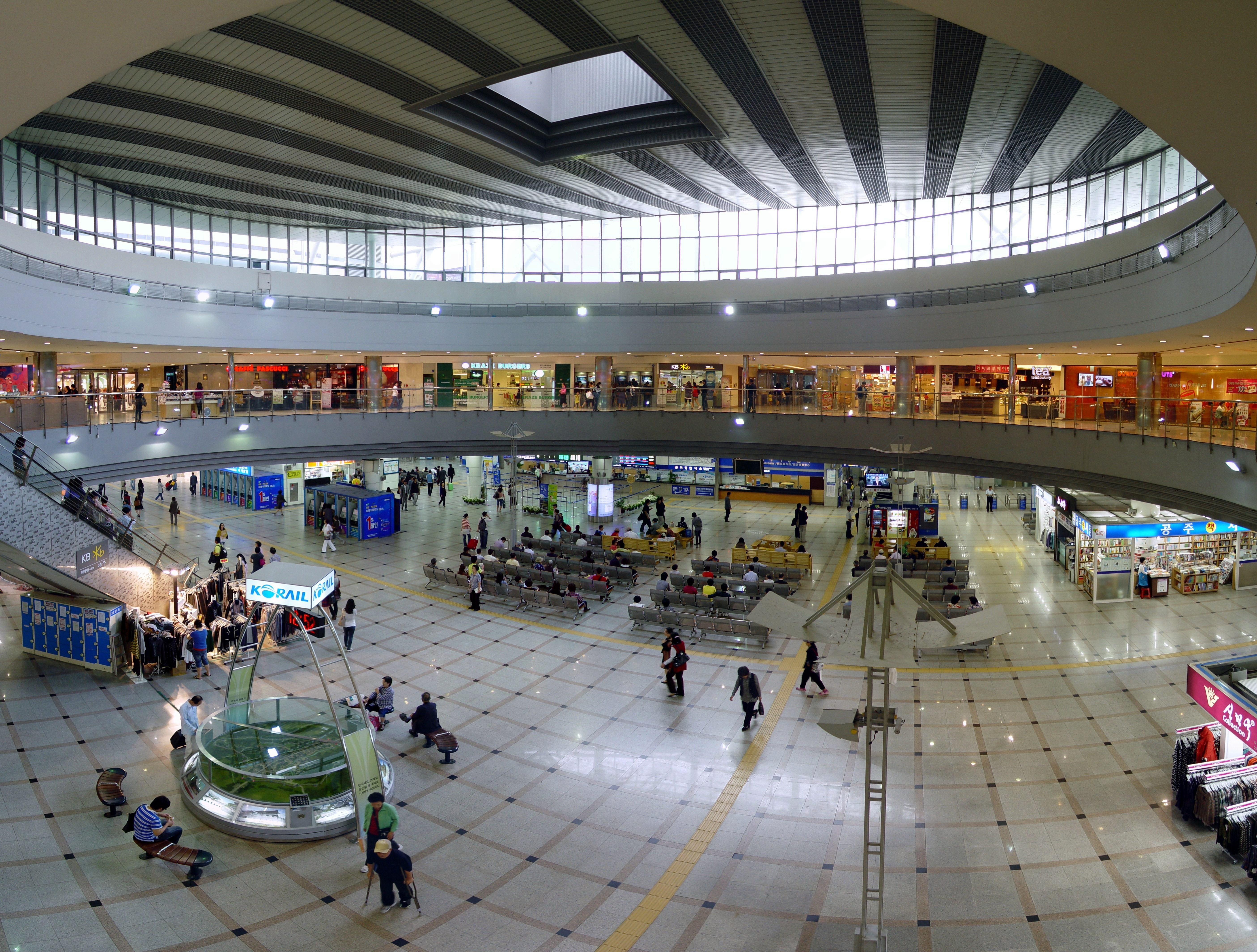
駅舎内部（2009年9月25日）
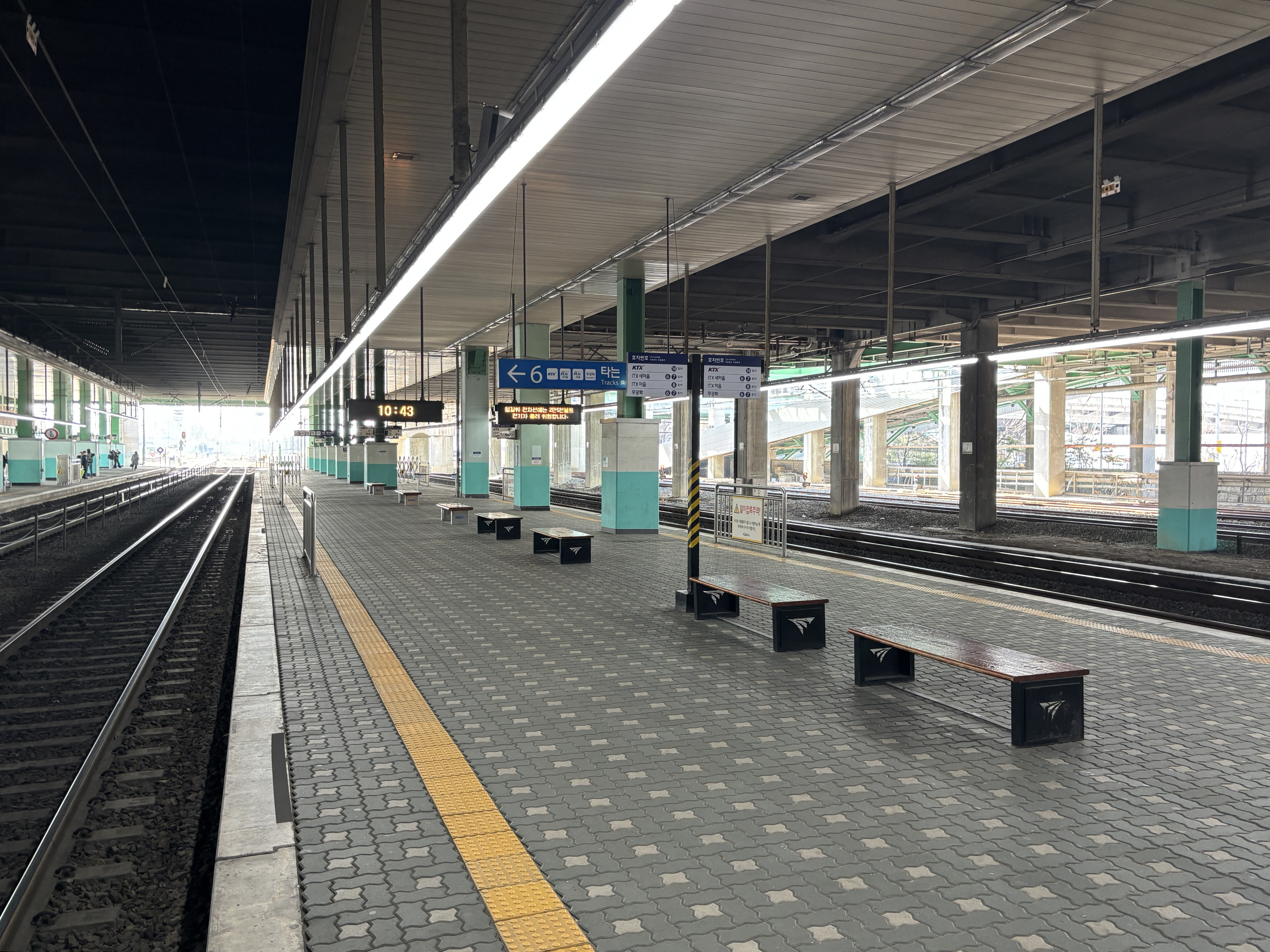
京釜線ホーム（2024年3月）
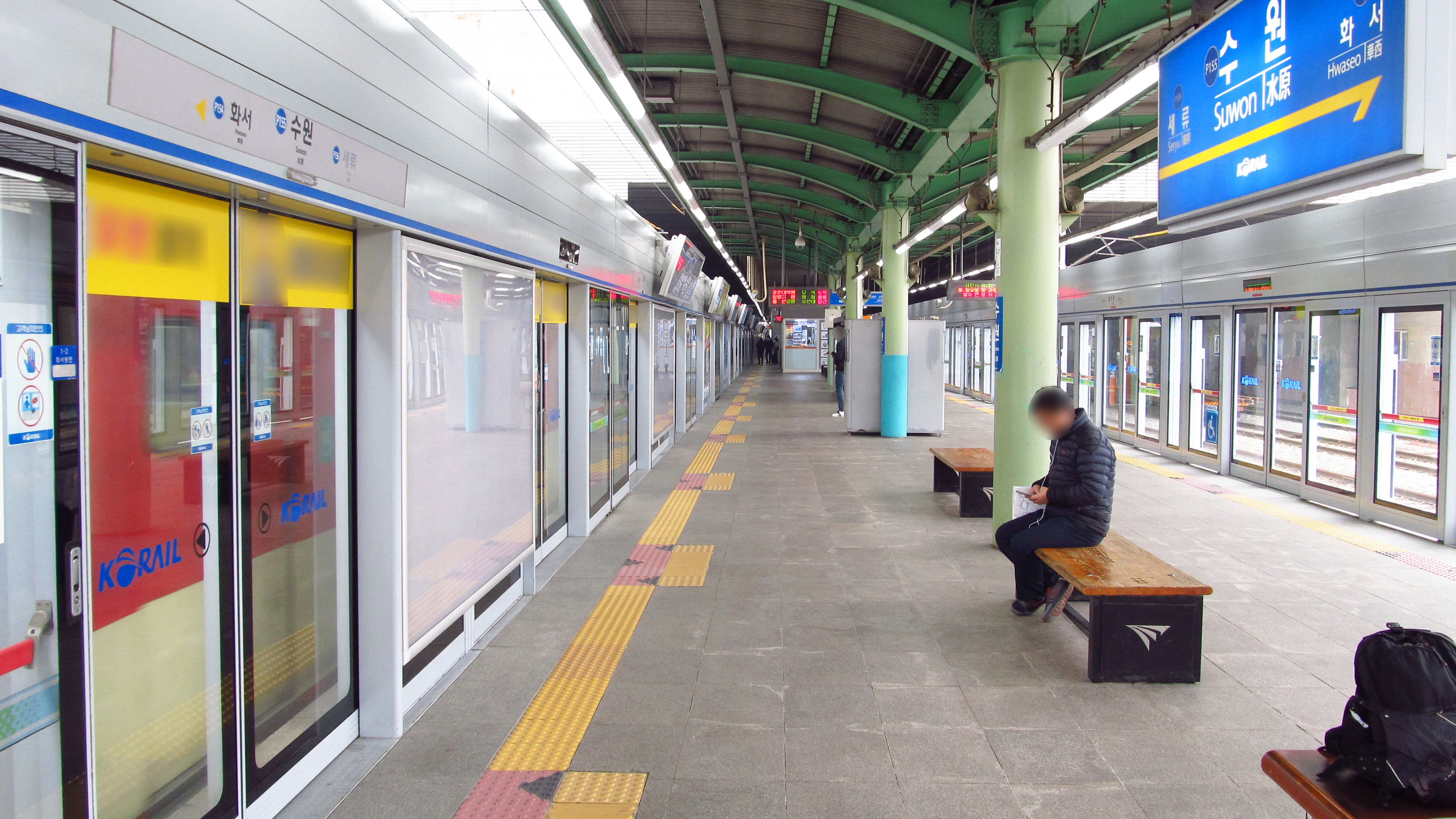
首都圏電鉄1号線ホーム（2018年11月27日）
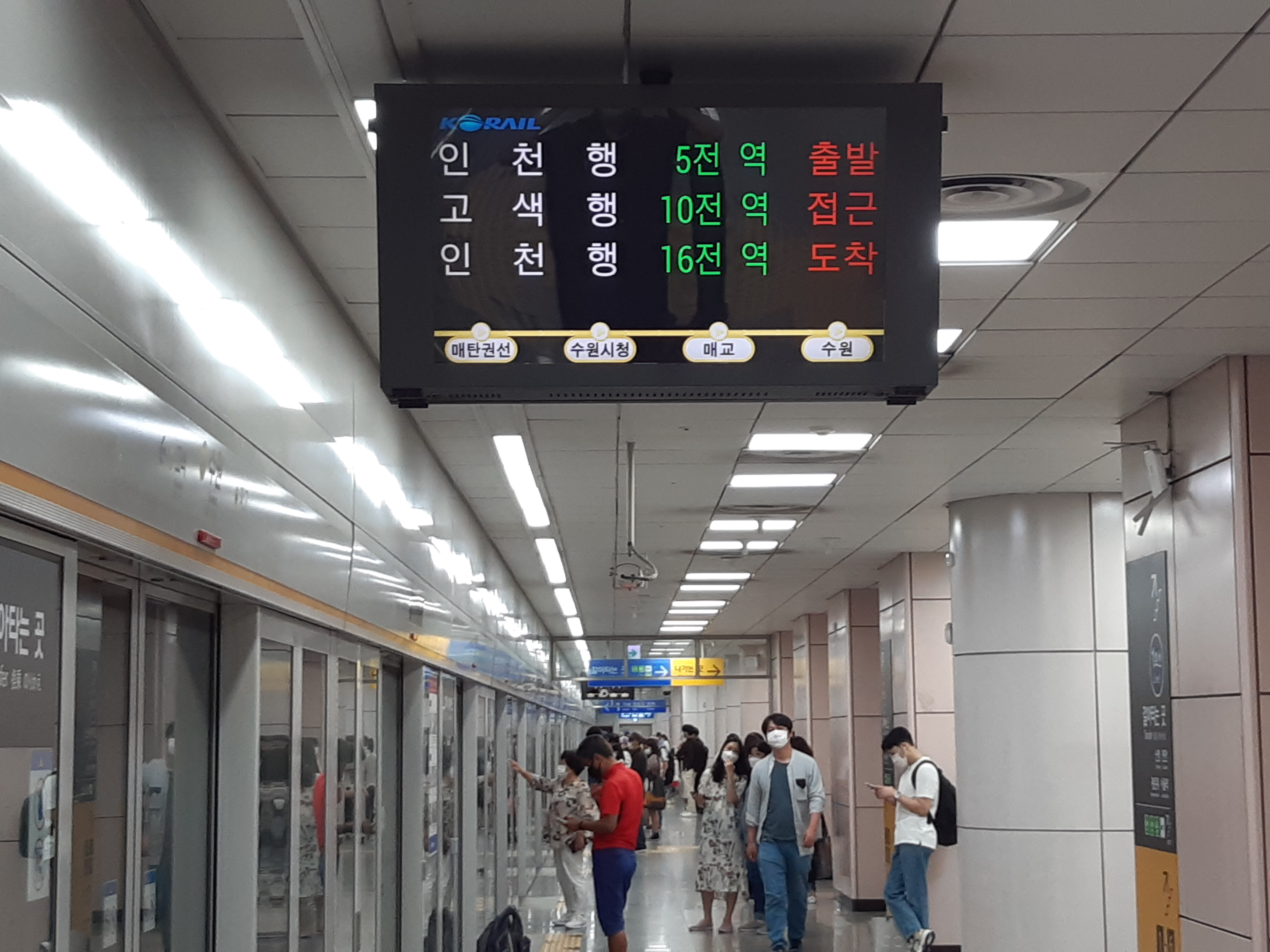
水仁・盆唐線ホーム（2020年9月13日）
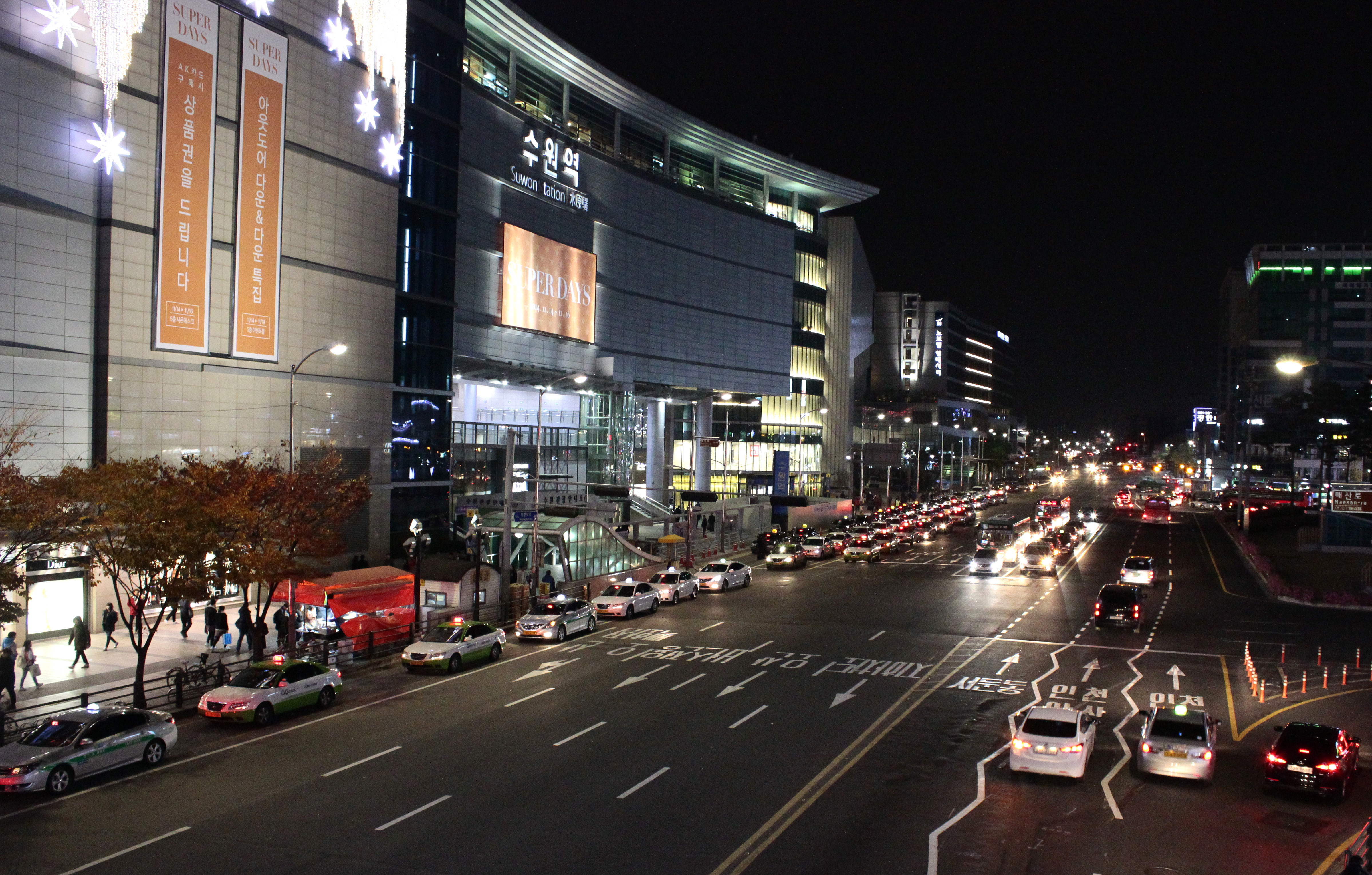
夜景（2014年11月16日）

## 利用状況
優等列車
| 年度別 | 年度別 | 年度別   | 利用人員 | 利用人員   | 利用人員     | 利用人員   | 利用人員  | 利用人員 |
| 年度別 | 年度別 | 年度別   | 京釜線   | 京釜線     | 京釜線       | 京釜線     | 京釜線    |          |
| 年度別 | 年度別 | 年度別   | KTX      | セマウル号 | ムグンファ号 | トンイル号 | 合計      |          |
| ------ | ------ | -------- | -------- | ---------- | ------------ | ---------- | --------- | -------- |
| 2001年 | 下り   | 乗車人数 | 未開業   | 748,280    | 3,834,258    | 37,340     | 4,619,878 |          |
| 2001年 | 下り   | 降車人数 | 未開業   | 14,901     | 573,801      | 22,811     | 611,513   |          |
| 2001年 | 上り   | 乗車人数 | 未開業   | 28,266     | 512,253      | 18,008     | 558,527   |          |
| 2001年 | 上り   | 降車人数 | 未開業   | 772,963    | 3,622,920    | 43,038     | 4,438,921 |          |
| 2002年 | 下り   | 乗車人数 | 未開業   | 759,056    | 3,645,265    | 34,876     | 4,408,804 |          |
| 2002年 | 下り   | 降車人数 | 未開業   | 17,315     | 558,907      | 27,269     | 603,491   |          |
| 2002年 | 上り   | 乗車人数 | 未開業   | 26,521     | 517,159      | 25,960     | 614,244   |          |
| 2002年 | 上り   | 降車人数 | 未開業   | 786,284    | 3,424,978    | 40,224     | 4,251,486 |          |
| 2003年 | 下り   | 乗車人数 | 未開業   | 788,388    | 3,600,647    | 35,157     | 4,393,216 |          |
| 2003年 | 下り   | 降車人数 | 未開業   | 16,374     | 505,516      | 26,470     | 557,007   |          |
| 2003年 | 上り   | 乗車人数 | 未開業   | 21,600     | 481,156      | 23,001     | 562,954   |          |
| 2003年 | 上り   | 降車人数 | 未開業   | 813,571    | 3,384,273    | 40,224     | 4,204,189 |          |
| 2004年 | 下り   | 乗車人数 | 未開業   | 1,020,359  | 3,415,932    | 9,268      | 4,445,559 |          |
| 2004年 | 下り   | 降車人数 | 未開業   | 47,286     | 569,635      | 6,122      | 623,043   |          |
| 2004年 | 上り   | 乗車人数 | 未開業   | 49,647     | 621,322      | 5,654      | 676,623   |          |
| 2004年 | 上り   | 降車人数 | 未開業   | 1,031,518  | 3,389,578    | 9,702      | 4,430,798 |          |
| 2005年 | 下り   | 乗車人数 | 未開業   | 1,097,371  | 2,226,309    | 廃止       | 3,323,680 |          |
| 2005年 | 下り   | 降車人数 | 未開業   | 64,791     | 634,239      | 廃止       | 699,030   |          |
| 2005年 | 上り   | 乗車人数 | 未開業   | 59,804     | 690,046      | 廃止       | 749,850   |          |
| 2005年 | 上り   | 降車人数 | 未開業   | 1,078,275  | 2,213,057    | 廃止       | 3,291,332 |          |
| 2011年 | 下り   | 乗車人数 | 523,344  | 835,062    | 2,345,528    | 廃止       | 3,867,492 |          |
| 2011年 | 下り   | 降車人数 | 11,179   | 306,758    | 1,576,817    | 廃止       | 2,136,945 |          |
| 2011年 | 上り   | 乗車人数 | 513,712  | 264,480    | 1,626,108    | 廃止       | 2,238,075 |          |
| 2011年 | 上り   | 降車人数 | 40,268   | 793,338    | 2,491,601    | 廃止       | 3,977,107 |          |

首都圏電鉄
| 年度   | 1日平均 乗車人員 | 1日平均 乗車人員 |
| 年度   | 京釜電鉄線       | 盆唐線           |
| ------ | ---------------- | ---------------- |
| 2000年 | 41786            | 未開業           |
| 2001年 | 45382            | 未開業           |
| 2002年 | 48178            | 未開業           |
| 2003年 | 48256            | 未開業           |
| 2004年 | 35786            | 未開業           |
| 2005年 | 38661            | 未開業           |
| 2006年 | 40273            | 未開業           |
| 2007年 | 42867            | 未開業           |
| 2008年 | 45864            | 未開業           |
| 2009年 | 44539            | 未開業           |
| 2010年 | 43971            | 未開業           |
| 2011年 | 44762            | 未開業           |
| 2012年 | 43334            | 未開業           |
| 2013年 | 42782            | 6763             |
| 2014年 | 41657            | 12609            |
| 2015年 | 41475            | 14089            |
| 2016年 | 40605            | 14752            |
| 2017年 | 39683            | 15305            |
| 2018年 | 39804            | 16386            |

## 駅周辺
- 京畿道庁（朝鮮語版）
- 梅山洞住民センター
- 駅前郵便局
- 梅山洞住民センター
- KT&G ビル
- 水原税務署
- 梅山市場
- 細谷治安センター
- 細柳1洞住民センター
- 細柳初等学校（朝鮮語版）
- 西平初等学校（朝鮮語版）
- 水原華城
- 水原ワールドカップ競技場
- ロッテモール 水原店
  - ロッテ百貨店水原店
  - ロッテマート水原店
  - ロッテシネマ水原

## 路線バス

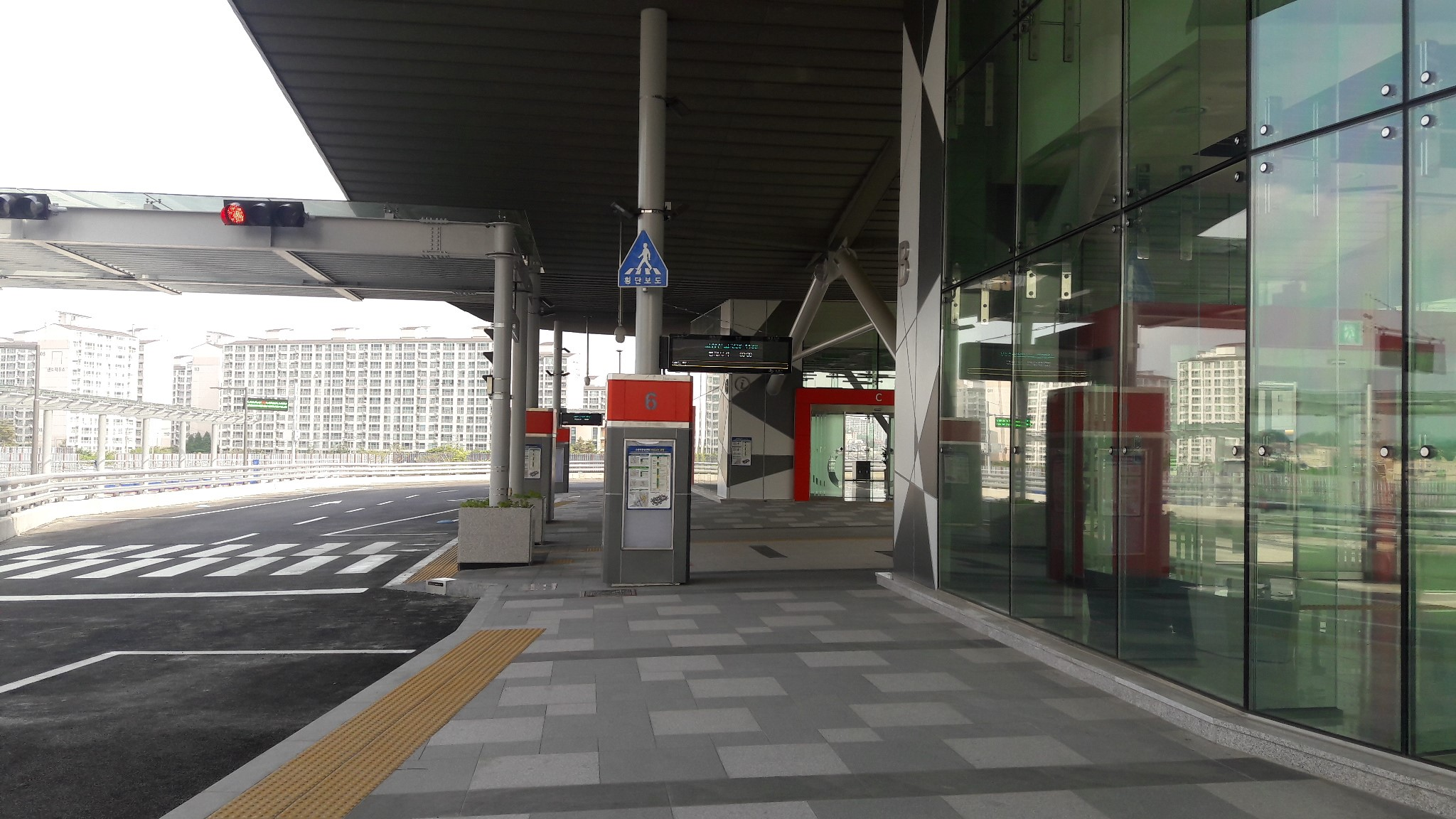
水原駅乗換センター

詳細は「水原駅乗換センター」、「水原駅市外バス停留場」を参照。

## 隣の駅
韓国鉄道公社
京釜線
KTX
永登浦駅 - 水原駅 - 大田駅
ITX-セマウル・セマウル号
永登浦駅 - 水原駅 - 平沢駅
ムグンファ号・ヌリロ号
安養駅 - 水原駅 - 烏山駅
O-Train
水原駅 - 天安駅
 京釜電鉄線
急行
成均館大駅 (P153) - 水原駅 (P155) - 餅店駅 (P157)　
緩行
華西駅 (P154) - 水原駅 (P155) - 細柳駅 (P156)　
 水仁・盆唐線
急行
水原市庁駅 (K243) - 水原駅 (K245) - 古索駅 (K246)
緩行
梅橋駅 (K244) - 水原駅 (K245) - 古索駅 (K246)

### 過去に存在した鉄道路線
韓国国有鉄道
水驪線
水原駅 - 華城（本水原）駅